# 雲西站
雲西站（：／ Unseo yeok */?）是機場鐵道沿線的一座高架車站，位於韓國仁川廣域市中區雲西洞。

## 車站結構
車站大廳位於1樓，月台層則位於2樓。
站體為1面2線島式月台的地面車站，候車設有月台幕門，並有2處出口。

### 月台配置
| ↑ 永宗           |
| \| １            |
| 機場貨物辦公樓 ↓ |

| 月台 | 路線              | 目的地                                    |
| ---- | ----------------- | ----------------------------------------- |
| 1    | ●仁川國際機場鐵道 | 機場貨物辦公樓、仁川國際機場2號航站樓方向 |
| 2    | ●仁川國際機場鐵道 | 桂陽、金浦機場、首爾站方向                |

## 歷史
- 2007年3月23日：落成啟用。

## 車站周邊
- 仁川國際機場高速公路·京仁第二高速公路機場新都市交流道
- 乐天玛特永宗店
- 雲西洞郵局
- 仁川機場高校
- 仁川永宗高校
- 永宗圖書館（朝鲜语：영종도서관）
- 仁川三木初等學校
- 嶺脊公園
- 機場派出所
- 仁川市敎育科學硏究院

## 圖片

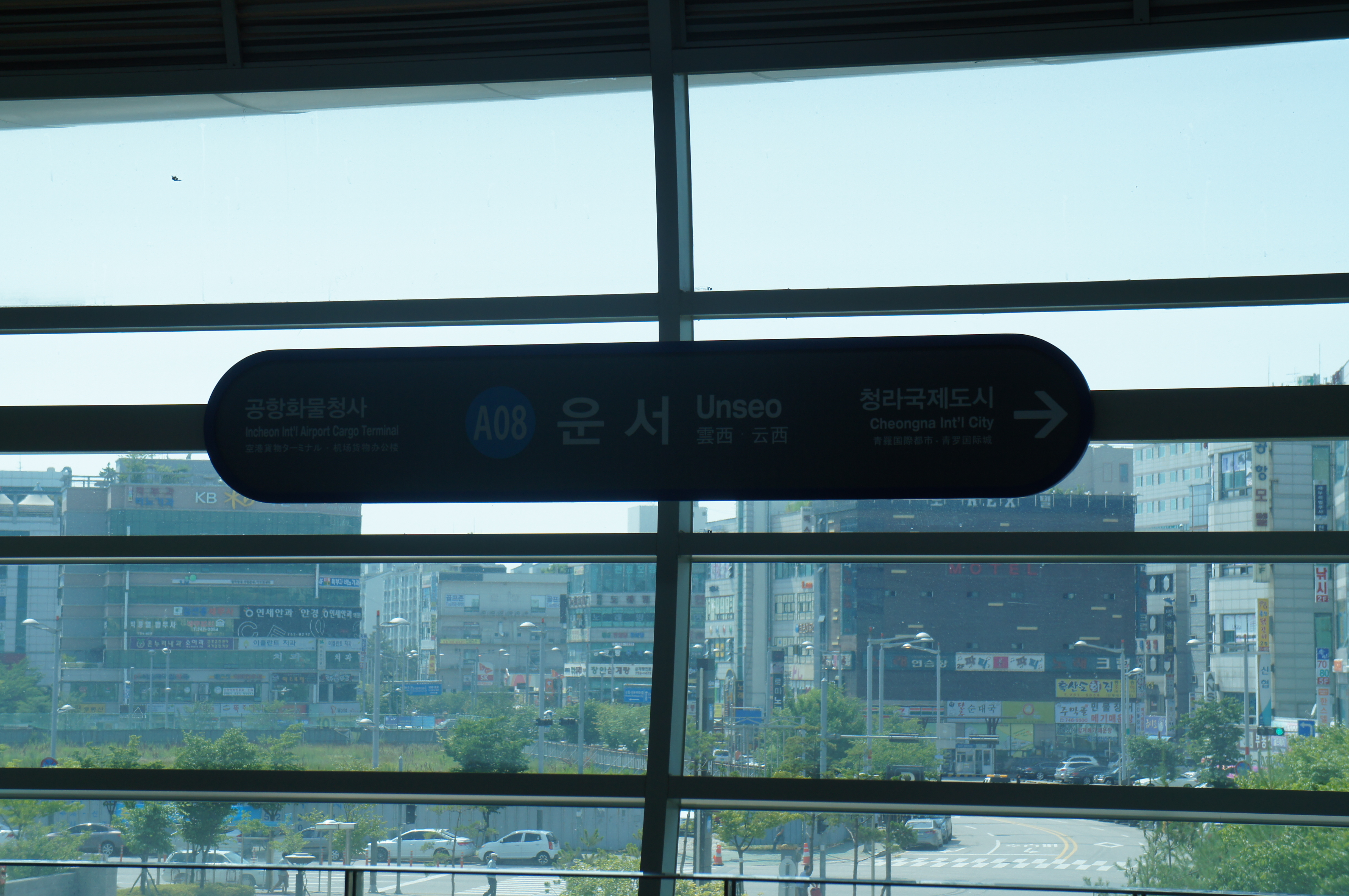
站名牌
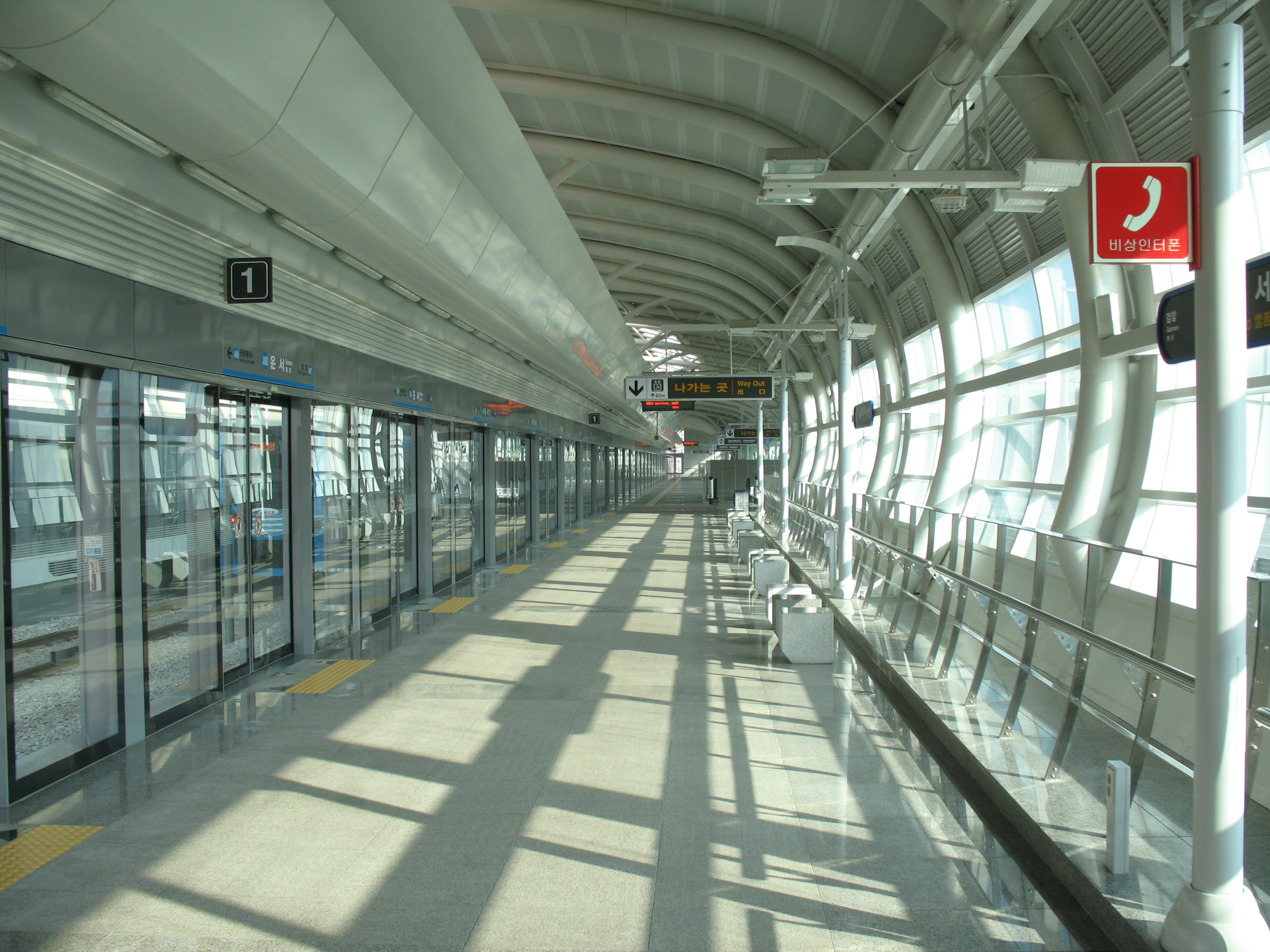
候車月台

## 相鄰車站
機場鐵道
●仁川國際機場鐵道
一般
永宗（A072）－雲西（A08）－機場貨物辦公樓（A09）